# يائير مارين
يائير مارين (بالإسبانية: Yair Marín)‏ هو لاعب كرة قدم أرجنتيني في مركز الدفاع، ولد في 31 يناير 1990 في Viale, Entre Ríos ‏ في الأرجنتين. لعب مع Club El Porvenir ‏.

## وصلات خارجية
- يائير مارين على موقع قاعدة بيانات كرة القدم.إي يو (الإنجليزية)
- يائير مارين على موقع Soccerway.com (الإنجليزية)